# Ramona Balthasar
Ramona Balthasar –también conocida por su nombre de casada Ramona Franz– Forst, 9 de enero de 1964) es una deportista de la RDA que compitió en remo.
Participó en los Juegos Olímpicos de Seúl 1988, obteniendo una medalla de oro en la prueba de ocho con timonel. Ganó tres medallas en el Campeonato Mundial de Remo entre los años 1985 y 1990.

## Palmarés internacional
| Juegos Olímpicos   | Juegos Olímpicos     | Juegos Olímpicos  | Juegos Olímpicos |
| Año                | Lugar                | Medalla           | Prueba           |
| ------------------ | -------------------- | ----------------- | ---------------- |
| 1988               | Seúl (Corea del Sur) | Medalla de oro    | Ocho con timonel |
| Campeonato Mundial |                      |                   |                  |
| Año                | Lugar                | Medalla           | Prueba           |
| 1985               | Malinas (Bélgica)    | Medalla de oro    | Cuatro scull     |
| 1989               | Bled (Yugoslavia)    | Medalla de plata  | Ocho con timonel |
| 1990               | Tasmania (Australia) | Medalla de bronce | Ocho con timonel |